# Copa dos Campeões de Voleibol Feminino de 2013
A Copa dos Campeões de Voleibol Feminino de 2013 foi a sexta edição desta competição internacional, realizada a cada quatro anos sob chancela da Federação Internacional de Voleibol (FIVB).
Sempre a ocorrer no ano posterior aos Jogos Olímpicos e com sede no Japão, em 2013 foi realizada entre os dias 12 e 17 de novembro, nas cidades de Nagoya e Tóquio. Na sequência foi disputado o torneio masculino.
O Brasil conquistou o seu segundo título desta competição, sendo a primeira seleção á ter mais de um título na mesma.

## Formato
A competição foi disputada por seis seleções no sistema de pontos corridos, onde todos se enfrentaram em grupo único. A equipe que somou mais pontos ao final das cinco rodadas foi declarada campeã.

## Equipes participantes
Participaram da Copa dos Campeões as quatro seleções campeãs dos seus respectivos torneios continentais (Ásia, América do Norte e Central, América do Sul e Europa), mais uma equipe convidada pela organização, além do Japão por ser o país-sede.
Em 14 de setembro a Rússia classificou-se ao vencer o Campeonato Europeu. A Tailândia obteve classificação ao conquistar o Campeonato Asiático em 21 de setembro. No mesmo dia foi definido o campeão da NORCECA, onde o título ficou com a Estados Unidos. Em 22 de setembro foi definida a vaga do Brasil, ao conquistar o Campeonato Sul-Americano.
Em 16 de outubro a FIVB anunciou que o convite para essa edição foi atribuída a seleção da República Dominicana.
| Classificação                    | Data              | Sede             | Vagas | Classificados        |
| -------------------------------- | ----------------- | ---------------- | ----- | -------------------- |
| País-sede                        | –                 | –                | 1     | Japão                |
| Campeonato Europeu de 2013       | 6–14 de setembro  | Alemanha · Suíça | 1     | Rússia               |
| Campeonato Asiático de 2013      | 13–21 de setembro | Tailândia        | 1     | Tailândia            |
| Campeonato da NORCECA de 2013    | 16–21 de setembro | Estados Unidos   | 1     | Estados Unidos       |
| Campeonato Sul-Americano de 2013 | 18–22 de setembro | Peru             | 1     | Brasil               |
| Convite                          | –                 | –                | 1     | República Dominicana |
| TOTAL                            | TOTAL             | TOTAL            | 6     |                      |

## Classificação
|     |                      |     | Jogos | Jogos | Jogos | Pontos | Pontos | Pontos | Sets | Sets | Sets  |
| Pos | Equipe               | Pts | T     | V     | D     | V      | P      | R      | V    | P    | R     |
| --- | -------------------- | --- | ----- | ----- | ----- | ------ | ------ | ------ | ---- | ---- | ----- |
| 1   | Brasil               | 15  | 5     | 5     | 0     | 421    | 342    | 1.231  | 15   | 2    | 7.500 |
| 2   | Estados Unidos       | 10  | 5     | 4     | 1     | 464    | 449    | 1.033  | 12   | 9    | 1.333 |
| 3   | Japão                | 9   | 5     | 3     | 2     | 403    | 393    | 1.025  | 10   | 7    | 1.429 |
| 4   | Rússia               | 4   | 5     | 1     | 4     | 465    | 470    | 0.989  | 8    | 13   | 0.615 |
| 5   | Tailândia            | 4   | 5     | 1     | 4     | 391    | 421    | 0.929  | 5    | 13   | 0.385 |
| 6   | República Dominicana | 3   | 5     | 1     | 4     | 367    | 436    | 0.842  | 6    | 12   | 0.500 |

## Resultados
As duas primeiras rodadas foram disputadas no Nippon Gaishi Hall, em Nagoya, e as rodadas restantes no Ginásio Metropolitano de Tóquio, em Tóquio.
Todas as partidas seguem o horário do Japão (UTC+9)
| Data   | Hora  |                      | Placar |                         | Set 1 | Set 2 | Set 3 | Set 4 | Set 5 | Total   | Relatório |
| ------ | ----- | -------------------- | ------ | ----------------------- | ----- | ----- | ----- | ----- | ----- | ------- | --------- |
| 12 nov | 12:10 | Tailândia            | 0–3    | ' República Dominicana' | 23–25 | 21–25 | 23–25 |       |       | 67–75   | 67–75     |
| 12 nov | 15:40 | Estados Unidos       | 0–3    | ' Brasil'               | 24–26 | 24–26 | 20–25 |       |       | 68–77   | 68–77     |
| 12 nov | 19:10 | ' Japão '            | 3–1    | Rússia                  | 25–20 | 26–28 | 25–16 | 26–24 |       | 102–88  | 102–88    |
| 13 nov | 12:10 | ' Brasil '           | 3–0    | Tailândia               | 25–18 | 25–17 | 25–17 |       |       | 75–52   | 75–52     |
| 13 nov | 16:10 | ' Rússia '           | 3–1    | República Dominicana    | 25–14 | 22–25 | 25–23 | 25–15 |       | 97–77   | 97–77     |
| 13 nov | 19:10 | Japão                | 1–3    | ' Estados Unidos'       | 19–25 | 19–25 | 25–19 | 21–25 |       | 84–94   | 84–94     |
| 15 nov | 12:10 | República Dominicana | 1–3    | ' Brasil'               | 20–25 | 15–25 | 25–22 | 19–25 |       | 79–97   | 79–97     |
| 15 nov | 16:10 | ' Estados Unidos '   | 3–2    | Rússia                  | 16–25 | 25–22 | 25–19 | 24–26 | 15–13 | 105–105 | 105–105   |
| 15 nov | 19:10 | Tailândia            | 0–3    | ' Japão'                | 20–25 | 27–29 | 22–25 |       |       | 69–79   | 69–79     |
| 16 nov | 12:00 | ' Estados Unidos '   | 3–2    | Tailândia               | 13–25 | 27–25 | 25–22 | 21–25 | 15–13 | 101–110 | 101–110   |
| 16 nov | 16:00 | Rússia               | 1–3    | ' Brasil'               | 25–18 | 18–25 | 22–25 | 19–25 |       | 84–93   | 84–93     |
| 16 nov | 19:00 | ' Japão '            | 3–0    | República Dominicana    | 25–17 | 25–19 | 29–27 |       |       | 79–63   | 79–63     |
| 17 nov | 12:10 | República Dominicana | 1–3    | ' Estados Unidos'       | 14–25 | 16–25 | 25–21 | 18–25 |       | 73–96   | 73–96     |
| 17 nov | 15:10 | ' Tailândia '        | 3–1    | Rússia                  | 18–25 | 25–22 | 25–21 | 25–23 |       | 93–91   | 93–91     |
| 17 nov | 18:10 | ' Brasil '           | 3–0    | Japão                   | 29–27 | 25–14 | 25–18 |       |       | 79–59   | 79–59     |

## Classificação final
| Campeão | Vice-campeão | Terceiro lugar |
| Brasil Fabiana Claudino · Carol Gattaz · Adenízia da Silva · Cláudia Silva · Michelle Pavão · Walewska Oliveira · Tandara Caixeta · Natália Pereira · Sheilla Castro · Fabiana de Oliveira · Monique Pavão · Fernanda Garay · Josefa Fabíola de Souza · Camila Brait | Estados Unidos Alisha Glass · Cursty Jackson · Tamari Miyashiro · Cassidy Lichtman · Lauren Gibbemeyer · Kristin Hildebrand · Jordan Larson · Kayla Banwarth · Christa Harmotto · Nicole Fawcett · Kelly Murphy · Kimberly Hill · Lauren Paolini · Jenna Hagglund | Japão Miyu Nagaoka · Hitomi Nakamichi · Saori Kimura · Kanako Hirai · Yukino Nagamatsu · Arisa Sato · Kotoki Zayasu · Nana Iwasaka · Yuki Ishii · Risa Shinnabe · Yukiko Ebata · Saori Sakoda · Akari Oumi · Riho Otake |

| 4 | Rússia               |
| 5 | Tailândia            |
| 6 | República Dominicana |

### Prêmios individuais
- MVP (Most Valuable Player):  Fabiana Claudino[1]